# 人体探险队
人体探险队是SBS的“星期天真好”的一部分，每周日晚5：30在SBS播出。节目的目的是要回答大家在人的身体方面好奇的问题，并通过Super Junior用自己的身体做实验来证实。由于它的娱乐和科普性，这个节目吸引了广大的观众。

## 背景
前一个系列——《X-MAN》——结束放映，SBS的GOOD SUNDAY决定一个新的教育计划，对观众介绍人体。申东烨被选为主持人，与Super Junior成员共同出演节目。人体探险队在SBS播出的GOOD SUNDAY三个节目中收视率是最高的。这也是第一个和目前唯一的Super Junior每一个成员都参加出演了的综艺节目。
每一集有一个主要议题，探讨关于人体的方面。议题不尽然是物理方面的，也有围绕平衡感（第六集）和眼泪（第八集）的。
韓國播出日期從2007年11月11日到2008年2月3日

## 各集介绍
每集的主题如下所列：
- 第一集：味觉和视觉
- 第二集：胃
- 第三集：力量（第一部分）
- 第四集：力量（第二部分）
- 第五集：笑
- 第六集：平衡
- 第七集：柔韧性
- 第八集：眼泪
- 第九集：反射神经（第一部分）
- 第十集：肌肉彈性（第二部分）
- 第十一集：实战篇——射箭
- 第十二集：实战篇——水下呼吸
- 第十三集：实战篇——狗的嗅觉

## 第一季结束
由于Super Junior的繁忙，人体探险队2008年2月3日结束放映。原本预计是暂时性的中断，但是Super Junior有诸多通告（包括准备亚洲巡回演唱会），无法排开档期，只得宣布就此结束。但有计划称，若情况允许，不排除有第二季的可能。

## 出演情况
- 主持：申东烨
- 出演：Super Junior
- 特别来宾：东方神起（第9、10集）